# Primer viatge de Colom
El Primer Viatge de Colom fou l'expedició marinera dirigida per l'Almirall Cristòfor Colom el 3 d'agost de 1492 sortint de Palos en direcció a l'oceà Atlàntic occidental per obrir una nova ruta d'accés a les Índies.

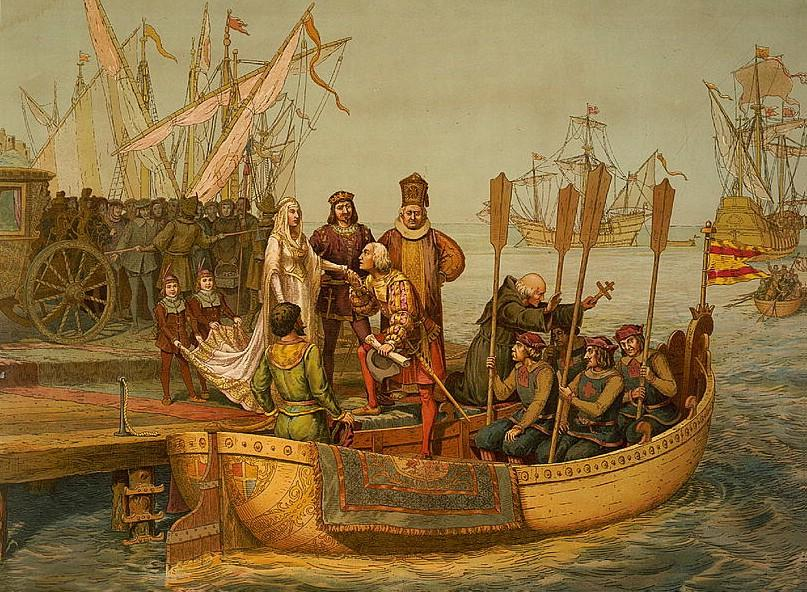
Primer viatge, Partida de Colom cap al Nou Món

## Capitulacions i ordres reials
Capitulacions de Santa Fe (17-04-1492)
Les Capitulacions de Santa Fe fou un acord signat entre els Reis Catòlics i Cristòfor Colom el 17 d'abril del 1492 a Santa Fe (Granada). Dit document atorga a Colom els càrrecs d'almirall, virrei i governador general de tots els territoris que descobrís o guanyés durant la seva vida, i alhora es nomena com a hereus els seus successors de forma vitalícia. També se li va concedir un delme sobre totes les mercaderies que trobés, guanyés i hi hagués als llocs conquerits. Les Capitulacions estan firmades per Joan de Coloma, secretari i home de confiança del rei Ferran.
Reial provisió ordenant a certs veïns de Palos a posar dues caravel·les al servei de Colom (30-04-1492)
Entre les diferents reals provisions i cèdules concedides a Colom, per a la realització del seu projecte, una d'elles era la dirigida alguns dels veïns de la vila de Palos per una sanció que els havia imposat el consell reial.
La reial provisió va ser llegida el 23 de maig de 1492, a les portes de l'Església de San Jorge de Palos, en presència de Cristòfor Colom, fra Juan Pérez i les autoritats locals, en aquesta disposició reial s'ordenava a aquests veïns posar a disposició de Colom dues caravel·les totalment armades i aparellades.
| «                                                                                     | Real Provisión de los Reyes Católicos Dirigida a ciertos vecinos de Palos para que entreguen a Cristóbal Colón dos carabelas […] Vien sabedes como por algunas cosas fechas e cometidas por vosotros en desserbicio nuestro, por los del nuestro Consejo fuistes condenados a que fuesedes obligados a nos serbir dos meses con dos carabelas armadas a vuestras propias costas e espensas cada e quando e doquier que por nos vos fuese mandado so ciertas penas, segund que todo más largamente en la dicha sentencia que contra vosotros fue dada se contiene. E agora, por quanto nos avemos mandado a Christoval Colón que vaya con tres carabelas de armada, como nuestro capitán de las dichas tres carabelas, para ciertas partes de la mar océana sobre algunas cosas que cunplen a nuestro servicio e nos queremos que llebe consigo las dichas dos carabelas con que asy nos aveis de servir […] | » |
| — Granada, 30 d'abril de 1492. Arxiu General d'Índies. Signatura: PATRONAT, 295, N.3. | |   |

## Vaixells de l'expedició
- La Santa Maria una gran carraca, anomenada també la Gallega, propietat de Juan de la Cosa.
- La Pinta una caravel·la propietat dels germans Pinzón.
- La Santa Clara, anomenada La Niña, era una caravel·la de veles llatines que originàriament pertanyia als germans Niño.

## Sortida de Palos
Durant la nit del 3 d'agost de 1492, Colom va partir de Palos en direcció a les Illes Canàries on foren aprovisionades i reparades les naus. Després de calar durant un mes a l'illa de Gran Canària, van partir de La Gomera el 6 de setembre navegant durant 33 dies en direcció a l'Atlàntic occidental.

## La ruta seguida
La ruta seguida per Colom i acceptada oficialment és la del Paral·lel 28º Nord. Però el catedràtic de l'escola nàutica de Cadis, Luis Miguel Coín Cuenca, va afirmar l'any 1990 que la ruta correcta era baixant fins a l'altura de les illes de Cap Verd, fent aquesta travessia, amb una rèplica de la Niña, va arribar al Carib en el mateix temps que l'emprat per Colom el 1492. Posteriorment va publicar tres llibres, i fins i tot la BBC va fer un reportatge que TVE no va voler passar.

## Singladura
L'objectiu de Colom era arribar a Cipango (l'actual Japó) i descobrir una ruta comercial alternativa cap a Àsia. El dia 13 de setembre, descobrí la declinació magnètica de la terra, i el 16 arribaren a la mar dels Sargassos. El 24 va haver a bord de les naus un intent de motí, però la crisi va ser superada. A partir de l'1 d'octubre s'adona que alguna cosa no va bé. El 6, ja han sobrepassat les 800 llegües i no hi ha indicis de terra, tot i que segons les seves estimacions haurien hagut de tocar terra després d'haver navegat 700 llegües. Durant la nit del 6 al 7 d'octubre, es produí el primer motí entre els mariners de la Santa María. Els germans Pinzón feren costat a Colom i sufocaren el motí. No obstant això, la nit del 9 al 10 d'octubre el malestar s'estengué a tots, inclosos els mateixos Pinzón. Llavors, acordaren de navegar tres dies més i al cap d'aquest temps, si no trobaven terra, tornarien.

## Descoberta
El dia 10 van veure ocells, i finalment l'11 a la nit Rodrigo de Triana cridà des de La Pinta: "Terra a la vista". Desembarcaren el 12 d'octubre, havent trigat 36 dies de viatge (33 segons altres fonts), a una illa coneguda pels natius com Guanahani, que rebatejà amb el nom de San Salvador, a l'arxipèlag de les Bahames
També desembarcà a l'illa de Cuba, a la qual va anomenar Joana, i a de la Hispaniola. En aquesta, el 25 de desembre de 1492, va embarrancar la nau capitana, la Santa Maria Les seves restes van ser usades per construir el Fort Nativitat, constituint així, el primer assentament espanyol a Amèrica.

## Tornada cap a Barcelona

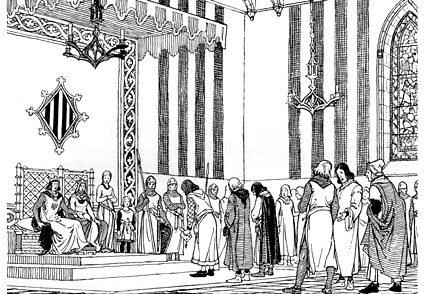
Representació de la rebuda dels reis catòlics a Colom al monestir de Sant Jeroni de la Murtra, a Badalona

En la travessia de tornada, una tempesta separà les dues naus que quedaven, la Pinta, amb Martín Alonso Pinzón, desembarcà a Baiona; així mateix la Niña, amb Colom a bord, arribà el 4 de març a Lisboa.
El dia 9 de març, Colom s'entrevistà amb el rei de Portugal, convencent-lo que l'expedició no interferia amb les seves propietats allen mar.
El dia 13 partí Colom de Portugal en direcció a Barcelona. Les dues caravel·les arribaren a port el 15 de març de 1493.
El Pare Cases, abans d'anar a Barcelona, fa passar la comitiva de Colom per Sevilla. I així escriu a la Història de les Índies:
"Sortí de Sevilla amb els indis i amb totes les altres coses. Tant va començar la fama a volar per Castella que s'havien descobert noves terres que es deien les Índies, i tanta gent i tan diversa i coses novíssimes, i que per aquell camí venia el qui les descobrí i duia amb ell aquella gent; no només dels pobles per on passava sortia el món a veure'l, ans molts dels pobles remots del camí per on venia es buidaven, i s'atapeïen els camins per anar-lo a veure i avançar-se els pobles a rebre'l".

### Colom a Barcelona
Colom es dirigeix cap a Barcelona, ciutat on es troba la cort. Els reis eren a Barcelona des del 24 d'octubre de 1492 per tal que el príncep Joan fos jurat com a hereu pels catalans. Després de l'atemptat de Joan de Canyamars realitzat el 7 de desembre, el rei malferit va ser traslladat per refer-se a Sant Jeroni de la Murtra, a Badalona. Vers la data d'arribada de Colom a Barcelona no hi ha consens en el dia concret d'aquesta. Per alguns historiadors Colom arribà a Barcelona el 3 d'abril, mentre que d'altres situen aquesta data a mitjans o bé a finals d'aquest mes. Primer va ser rebut al refetor del monestir de Sant Jeroni de la Murtra. Pocs dies després s'organitzà, per ordre del rei, una recepció amb tots els honors al Palau Reial Major. Colom entrà a la ciutat en una desfilada i els barcelonins es van bolcar en massa a donar-li la benvinguda. Colom va cavalcar entre el rei i l'anomenat infant Fortuna, el Duc d'Empúries. Posteriorment a la recepció a palau, els sis indis que acompanyaren Colom van ser batejats a la catedral de Barcelona, essent-ne padrins els mateixos reis i el príncep Joan.

## Cròniques contemporànies
Cartes anunciant el Descobriment
A la primera meitat de 1493 es van publicar una sèrie de cartes que relataven el primer viatge a les Índies i l'autoria ha estat atribuïda tradicionalment al mateix Colom. Cap a principis d'abril es va imprimir a Barcelona la carta en català dirigida a l'escrivà de Ració de la Corona d'Aragó, Lluís de Santàngel; unes setmanes més tard es va publicar a Roma una traducció al llatí bé d'aquest mateix document bé d'una altra carta molt similar adreçada al tresorer reial Gabriel Sánchez. La versió en llatí es va difondre ràpidament per tot Europa, i reeditada diverses vegades i traduïda a altres idiomes.
Posteriorment han aparegut manuscrits similars a les cartes impreses i, el 1985, una còpia potser del segle xvi d'una carta de Colom als Reis datada el març de 1493 i que tracta el mateix tema.
La publicació d'aquestes cartes va constituir una operació de propaganda a gran escala possibilitada per un invent recent, la impremta. Tot i els dubtes sobre la seva autoria, tenen una gran importància històrica perquè van constituir l'única font sobre el Primer Viatge de Colom que va estar disponible públicament durant la vida de l'Almirall.
Andrés Bernáldez
Andrés Bernáldez, rector de Los Palacios (Sevilla) i capellà de l'arquebisbe de Sevilla Diego de Deza, va escriure una minuciosa Historia de los Reyes Católicos señor Fernando y la señora Isabel a la que narra els viatges de Colom, a qui afirma haver conegut personalment i la seva estada a casa en tornar del seu Segon viatge. El capítol 188 de la seva crònica narra el Primer Viatge, basant-se en gran manera en alguna de les cartes de Colom.
Pere Màrtir d'Angleria
Pere Màrtir d'Angleria, que va ocupar llocs de responsabilitat en les corts dels Reis Catòlics i els seus successors, va narrar els viatges de Colom en una sèrie d'epístoles escrites en llatí i compilades en l'obra De Orbe Novo, la primera part o "dècada" va ser impresa el 1511. Es creu que va tenir accés a informacions de primera mà, incloent documents escrits per Colom.
Gonzalo Fernández d'Oviedo
Gonzalo Fernández de Oviedo va coincidir amb els fills de Colom a la cort del príncep Joan, va assistir a la rebuda de Colom a Barcelona el 1493 i, més tard, va ser cronista oficial d'Índies. el 1535 va publicar el seu Història general i natural de les Índies, illes i terra-ferma del mar Oceà. En els capítols 5 i 6 del segon llibre narra el Primer Viatge de Colom.
Francisco López de Gómara
Francisco López de Gómara, eclesiàstic i historiador espanyol, que va destacar com a cronista de la conquesta espanyola de Mèxic, tot i que mai va travessar l'Atlàntic, va publicar el 1552 l'obra Història de l'Índies. En els capítols XV, XVI i XVII recull les vicissituds del primer viatge colombí. Tant Bernal Díaz del Castillo com Bartolomé de las Casas van ser molt crítics tant amb l'autor com amb l'obra. A més la corona espanyola prohibí la seva impressió el 1556.
Hernando Colón
Hernando Colom, fill natural de Cristòfor Colom, va escriure una biografia del seu pare en la qual detalla cada un dels seus viatges. Aquesta obra va ser escrita en els anys 1530 però no va ser impresa fins a 1571, a Venècia. El Primer Viatge es narra en els capítols 15-41. En general es considera que l'obra de Hernando Colón és parcial, no objectiva, encaminada a enaltir la figura de Colom i criticar als seus detractors i rivals. En particular ataca durament Gonzalo Fernández de Oviedo i als germans Pinzón, co-descobridors d'Amèrica.
Bartolomé de las Casas
El frare i bisbe Bartolomé de las Casas és usat tradicionalment pels historiadors com la font principal d'informació sobre el Primer Viatge de Colom. Va escriure dos textos: un l'anomenat  Diari , en el qual afirma haver resumit el quadern de bitàcola de Colom durant aquest viatge, i un altre, molt més extens, titulat  Història de les Índies . Tots dos manuscrits contenen nombroses notes al marge, ratllades i correccions, el que indica que són documents de treball, no versions finals. De les Cases afirma haver començat a escriure la seva obra cap a 1527 però només la va afrontar amb força en la segona meitat dels anys 1540, quan va obtenir accés a la biblioteca privada d'Hernando Colom a Sevilla. A la seva mort l'obra va quedar inacabada, en forma de manuscrit, i va ser oblidada fins a la seva redescoberta el 1791. Va poder escriure el seu Diari cap 1557.
Hi ha diversitat d'opinions sobre la fiabilitat del relat de De las Casas. Henri Vignaud desqualificar el Diari titllant-lo "falsificació fraudulenta". Més recentment, David Henige ha mostrat que en el text del Diari es pot identificar la mà de diversos autors, la qual cosa el fa ser escèptic sobre la seva autenticitat. Barry W. Ife, reconstruint el procés de redacció que es dedueix de les correccions realitzades, opina que en el manuscrit del Diari De les Cases sembla haver tractat de reflectir fidelment, tot i que resumint, un text que tenia davant d'ell, i que és més aviat en escriure la Història quan "censurar" alguns passatges per millorar la imatge de Colom. El text copiat no era, en tot cas, l'original de Colom, ja que en una de les seves notes al marge De les Cases critica un error introduït per l'escrivà que havia copiat el document.
Per compondre la  Història de les Índies , De les Cases utilitzar tant el seu extracte  Diari  com el manuscrit de la  Història de l'Almirall  d'Hernando Colom, que encara no havia estat publicada.
Jerónimo Zurita
El cronista aragonès Jerónimo Zurita va redactar a finals del segle xvi una  Història del Rei Ferran el Catòlic  que no conté moltes dades sobre el Primer Viatge però que és una de les fonts principals per conèixer el que va succeir en tornar els descobridors a la Península el 1493 i les maniobres diplomàtiques que van seguir.

## Testimonis indirectes
Carta d'Anníbal Zennaro
Anníbal Zennaro era un italià que es trobava a la cort dels Reis Catòlics a Barcelona el març de 1493. El dia 9 d'aquest mes li va escriure al seu germà, ambaixador a Milà, afirmant haver "vist la carta" enviada per Colom des de Lisboa als Reis. Juntament amb un breu resum del que podria ser la carta a Gabriel Sánchez, Zennaro afegeix la dada aparentment erroni que Colom va allistar "quatre caravel".
Carta del duc de Medinaceli
El 19 de març de 1493, el duc de Medinaceli li va escriure una carta al seu oncle el cardenal Mendoza en la qual li informava que "Cristóval Colomo", que havia partit uns vuit mesos abans per les Índies, ara havia retornat a Lisboa.
| « | Pot aver vuit mesos que va partir i agora ell és vingut de Buelta a Lisbona i ha trobat tot el que buscaua | » |

Carta de Tribaldos de Rossi
Plets colombins